# El Cerrito, Morelos kommun
El Cerrito är en ort i kommunen Morelos i delstaten Mexiko i Mexiko. Samhället hade 138 invånare vid folkräkningen år 2020.